# Vitfläckigt lavfly
Vitfläckigt lavfly, Bryophila ereptricula, är en fjärilsart som beskrevs av Georg Friedrich Treitschke 1825. Vitfläckigt lavfly ingår i släktet Bryophila och familjen nattflyn, Noctuidae Arten förekommer tillfälligt i Både Sverige och Finland, men reproducerar sig inte. I Finland är arten listad som sällsynt migrant med enstaka fynd. I Sverige är de två fynden gamla, 1860-talet respektive 1942. Båda har bestämts i efterhand när de hittats i museisamlingar. Inga underarter finns listade i Catalogue of Life.